# 手稿
手稿（しゅこう）とは、手書きあるいはタイプライターで打った原稿。一般に著作者本人が作成したものという含意がある。

## 著名な手稿
- ファエンツァ手稿（15世紀初頭）
- ヴォイニッチ手稿（15世紀ごろ）
- レオナルド・ダ・ヴィンチ手稿
  - レスター手稿（ハマー手稿）（16世紀初頭）
- オルス・アポロ（16世紀半ば、ノストラダムス）
- 1844年の経済哲学手稿（パリ手稿）（カール・マルクス）